# تلة سيخ (كوه بنج)
تلة سيخ (بالفارسية: تله سیخ) هي قرية تقع في إيران في البلدة المركزية.